# ماری کار
ماری کار (انگلیسی: Mary Carr؛ ‏ ۱۴ مارس ۱۸۷۴ – ۲۴ ژوئن ۱۹۷۳) بازیگر اهل ایالات متحده آمریکا بود.

از فیلم‌ها یا برنامه‌های تلویزیونی که وی در آن نقش داشته است می‌توان به محموله ویژه، زحمت را کم کن، کوچه هوگان و درنگ کن، ببین و گوش کن اشاره کرد.